# Cape Royale
Cape Royale è un census-designated place (CDP) degli Stati Uniti d'America della contea di San Jacinto nello Stato del Texas. La popolazione era di 670 abitanti al censimento del 2010. Prima del censimento del 2010, i CDP di Cape Royale e Oakhurst facevano parte della città di Oakhurst, che è stata disincorporata.

## Geografia fisica
Cape Royale è situata a 30°39′11″N 95°07′36″W (30.653043, -95.126539).
Secondo lo United States Census Bureau, il CDP ha una superficie totale di 9,53 km², dei quali 5,09 km² di territorio e 4,44 km² di acque interne (46,69% del totale).

## Società

### Evoluzione demografica
Secondo il censimento del 2010, la popolazione era di 670 abitanti.

### Etnie e minoranze straniere
Secondo il censimento del 2010, la composizione etnica del CDP era formata dal 93,88% di bianchi, il 3,58% di afroamericani, lo 0,75% di nativi americani, lo 0% di asiatici, lo 0% di oceanici, lo 0,6% di altre razze, e l'1,19% di due o più etnie. Ispanici o latinos di qualunque razza erano il 4,48% della popolazione.